# Joseph Gandat
Joseph Gandat (* 1758 in Paris; † Juni 1794 in Ermenonville, Département Oise) war ein französischer Porträt- und Landschaftsmaler sowie Flötenbauer.

## Leben

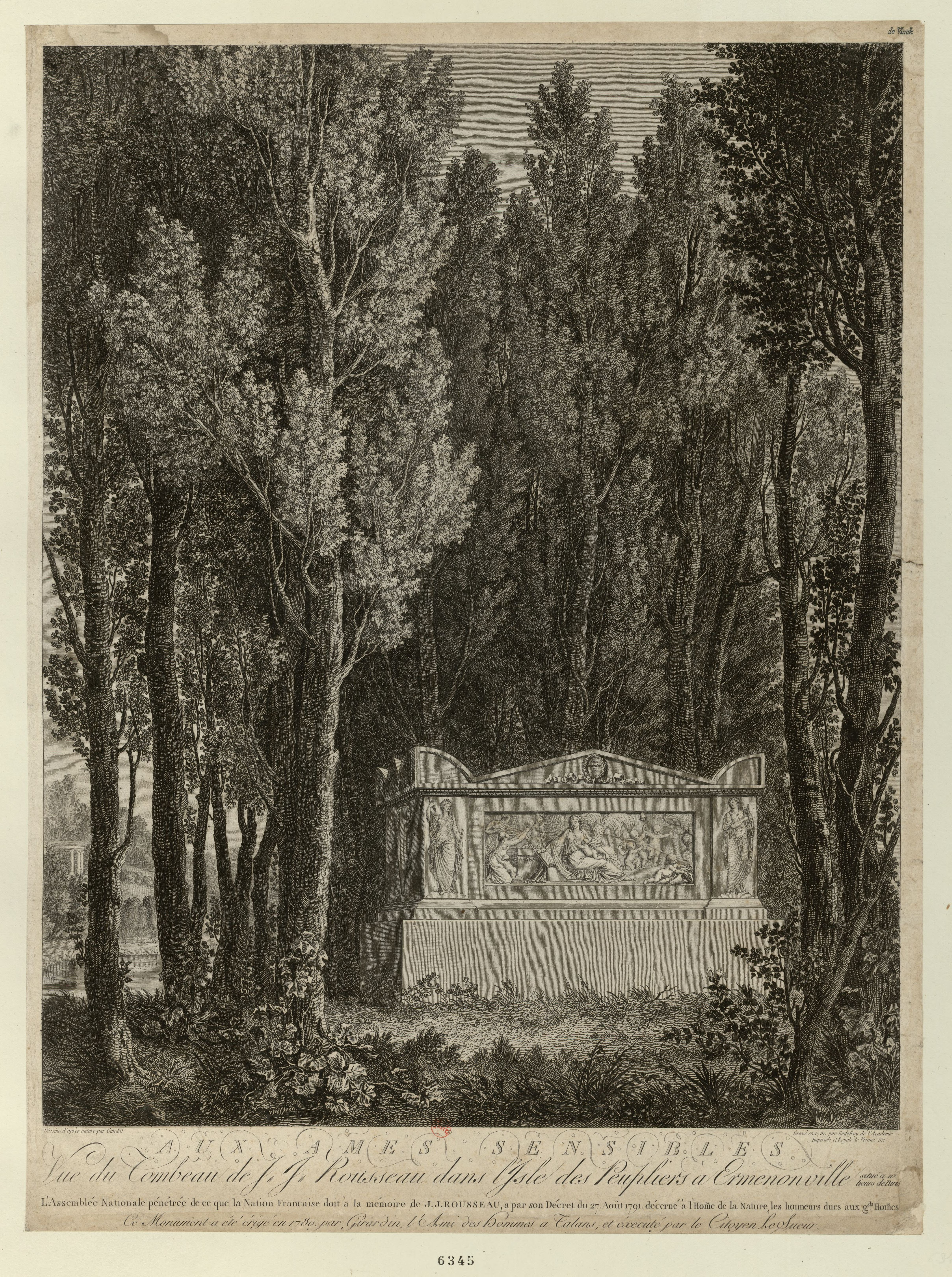
Grabmal Rousseaus auf der Pappelinsel, 1781, Stich von François Godefroy nach einer Vorlage von Gandat

Gandat lebte viele Jahre in Italien und fertigte dort Flöten. Er malte Bildnisse und Landschaften, die von Jean-François Marmontel und besonders von Jean-Jacques Rousseau inspiriert waren. François Godefroy stach nach seiner Vorlage das Grabmal von Rousseau auf der Pappelinsel. 1793 war Gandat Mitglied der Commune des Arts in Paris. Er starb durch einen Schlaganfall, der ihn im Wald von Ermenonville traf, und wurde am 4. Juni 1794 in Ermenonville bestattet. Dort hatte er zuletzt bei seinem Gönner, dem Marquis René Louis de Girardin, gelebt und dessen Sohn Cécile Stanislas Xavier de Girardin im Zeichnen und Malen unterrichtet.